# قوس مفرغ

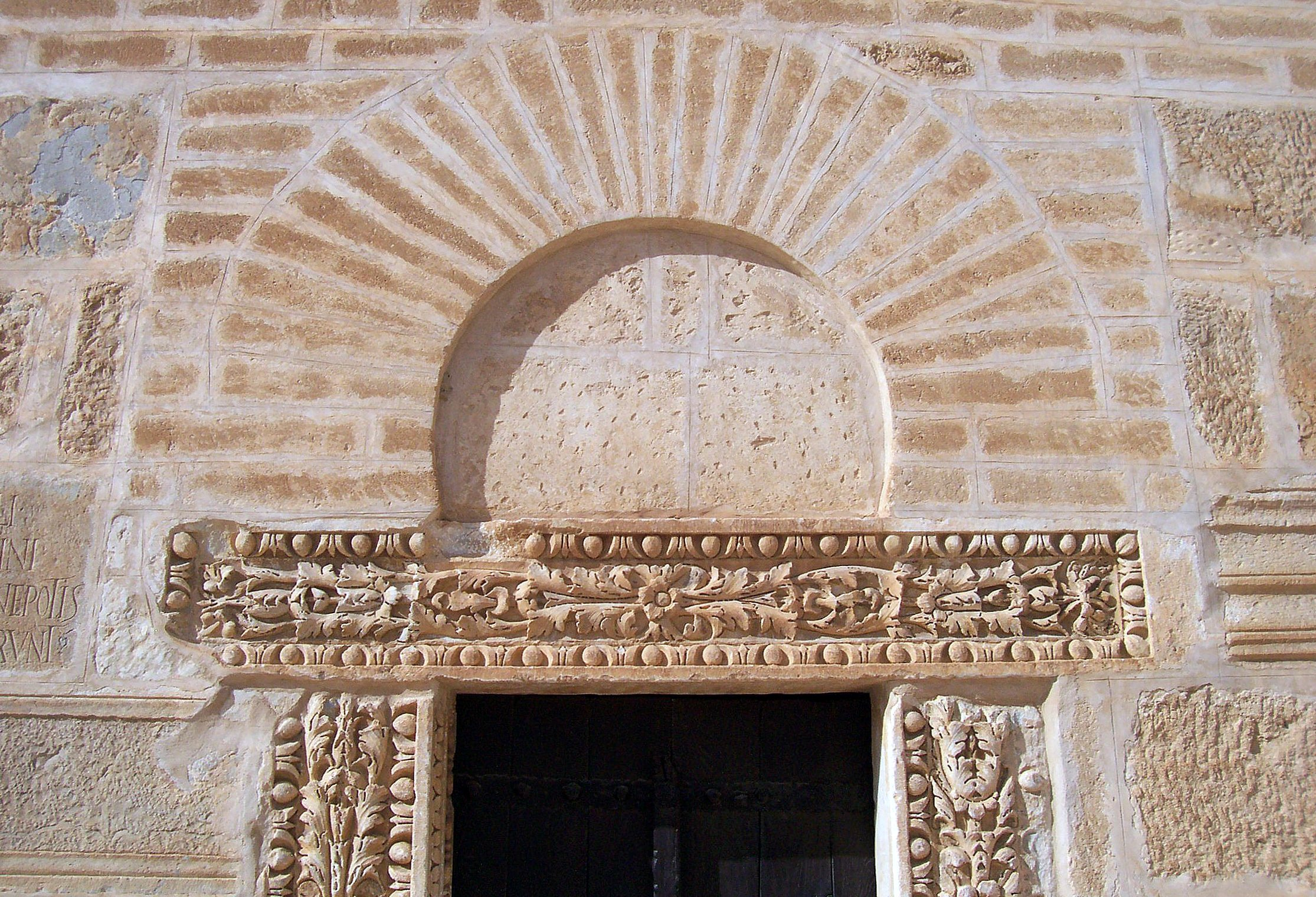
قوس التفريغ لباب المئذنة في الجامع الأعظم بالقيروان ، ويسمى أيضا جامع عقبة بن نافع، في تونس.

القوس المٌفرَّغ أو القوس التخفيفي أو القوس التفريغي هو قوس مبني فوق عتبة أو ساكف لإزالة الوزن الزائد، اٌستخدِم في العمارة المشرقية وخاصةً الإسلامية.

## التاريخ
أقدم مثال على العنصر المعماري موجود في الهرم الأكبر، فوق عتبات ممر الدخول إلى القبر: يتكون من حجرين فقط، أحدهما يرتكز على الآخر. تم تحقيق نفس الهدف في بوابة الأسد وخزانة أتريوس [الإنجليزية]، سواء في ميسينيا، أو في أمثلة أخرى في اليونان، حيث تركت الحجارة الموضوعة في صفوف أفقية، واحدة بارزة فوق الأخرى، مساحة مجوفة مثلثة الشكل فوق عتبة الباب، والتي مُلئت لاحقًا بألواح حجرية منحوتة رأسية.
كان الرومان يستخدمون القوس المُفرَّغ بشكل متكرر، وداخل رواق البانثيون توجد أقواس فوق الأعمدة. في البوابة الذهبية لقصر دقلديانوس في سبليت، اُعتمدَت الأقواس المفرغة ذات الشكل نصف الدائري كميزات معمارية وتم تزيينها بالقوالب. وفي وقت لاحق، في العمارة البيزنطية ، تشكل هذه الأرشفلوتات [الإنجليزية] المنحوتة فوق العتبات أحد خصائص العمارة المشرقية. في الكنائس المسيحية المبكرة في روما، كان هناك صف أعمدة مقسم إلى صحن الكنيسة والممرات، وكانت الأقواس المفرغة تدور في الإفريز الموجود فوق العتبات.

## معرض الصور

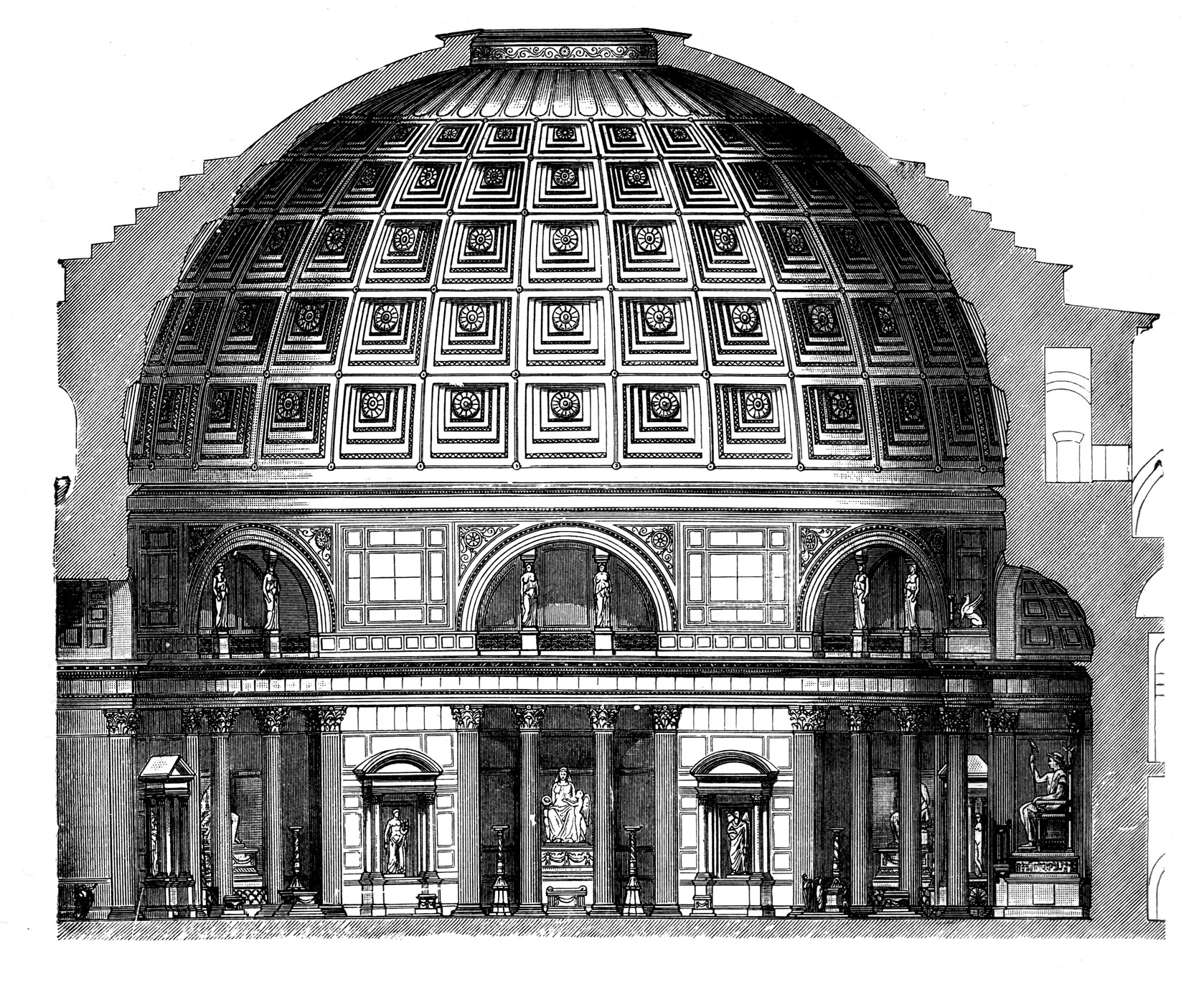
مقطع عرضي للبانثيون يظهر قوس التفريغ على الجانب الأيمن
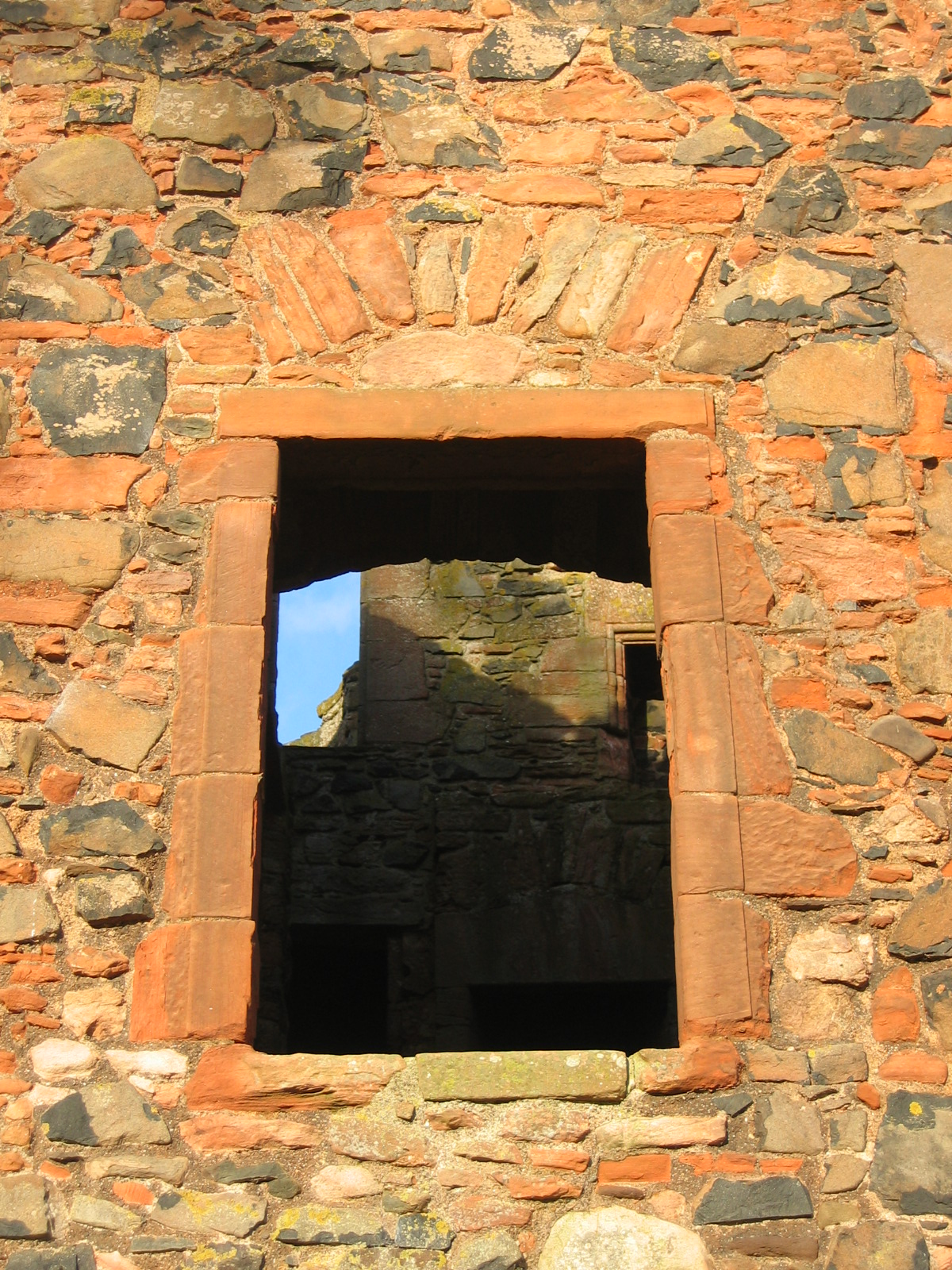
مثال على قوس الإغاثة في برج غرينكو [الإنجليزية]
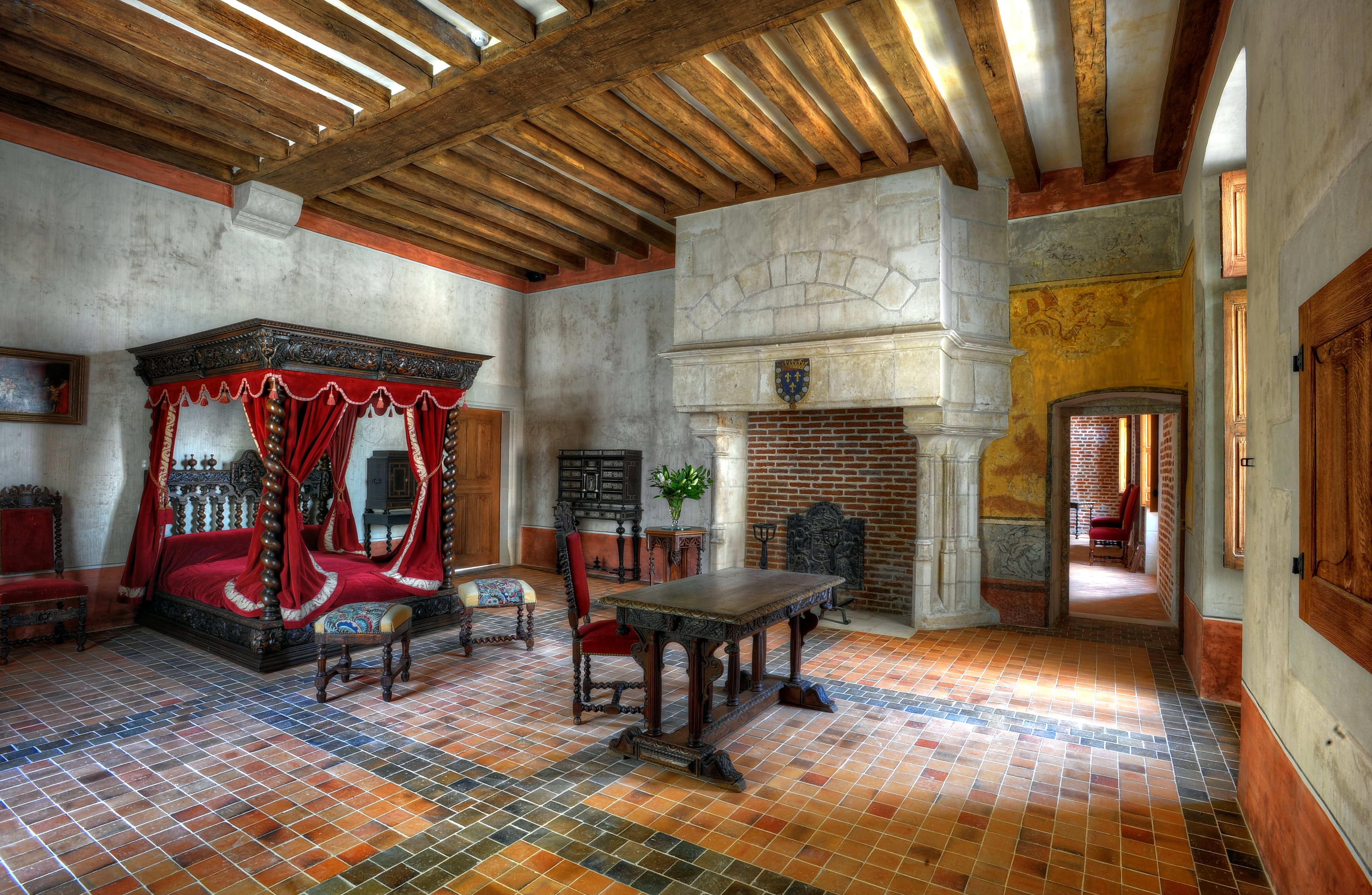
قوس التفريغ فوق المدفأة في غرفة ليوناردو دافنشي في قلعة كلوس لوسي

## ملحوظات
1. 1 2 3  Chisholm 1911، صفحة 311.